# Gulf Hills
Gulf Hills és una concentració de població designada pel cens dels Estats Units a l'estat de Mississipi. Segons el cens del 2000 tenia 5.900 habitants.

## Demografia
Segons el cens del 2000, Gulf Hills tenia 5.900 habitants, 2.199 habitatges, i 1.662 famílies. La densitat de població era de 300,5 habitants per km².
Dels 2.199 habitatges en un 34,6% hi vivien nens de menys de 18 anys, en un 60,9% hi vivien parelles casades, en un 10,2% dones solteres, i en un 24,4% no eren unitats familiars. En el 18,4% dels habitatges hi vivien persones soles el 6,1% de les quals corresponia a persones de 65 anys o més que vivien soles. El nombre mitjà de persones vivint en cada habitatge era de 2,67 i el nombre mitjà de persones que vivien en cada família era de 3,04.
Per edats la població es repartia de la següent manera: un 25,3% tenia menys de 18 anys, un 8,4% entre 18 i 24, un 29,7% entre 25 i 44, un 24,1% de 45 a 60 i un 12,5% 65 anys o més.
L'edat mediana era de 37 anys. Per cada 100 dones de 18 o més anys hi havia 95,4 homes.
La renda mediana per habitatge era de 49.250 $ i la renda mediana per família de 54.418 $. Els homes tenien una renda mediana de 34.243 $ mentre que les dones 23.377 $. La renda per capita de la població era de 21.759 $. Entorn del 4,7% de les famílies i el 5% de la població estaven per davall del llindar de pobresa.

## Poblacions properes
El següent diagrama mostra les poblacions més properes.